# Nyhavn

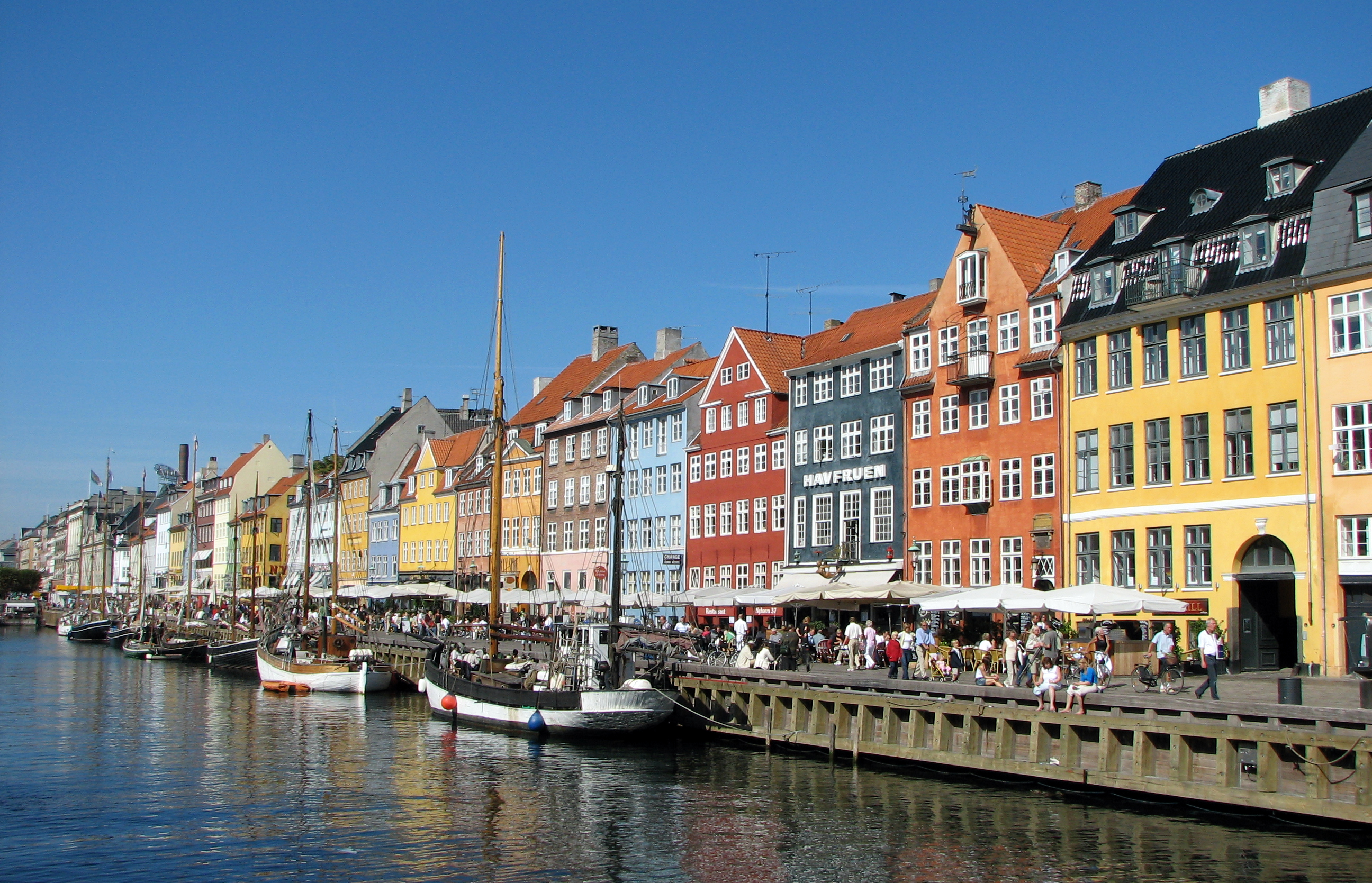
Nyhavn

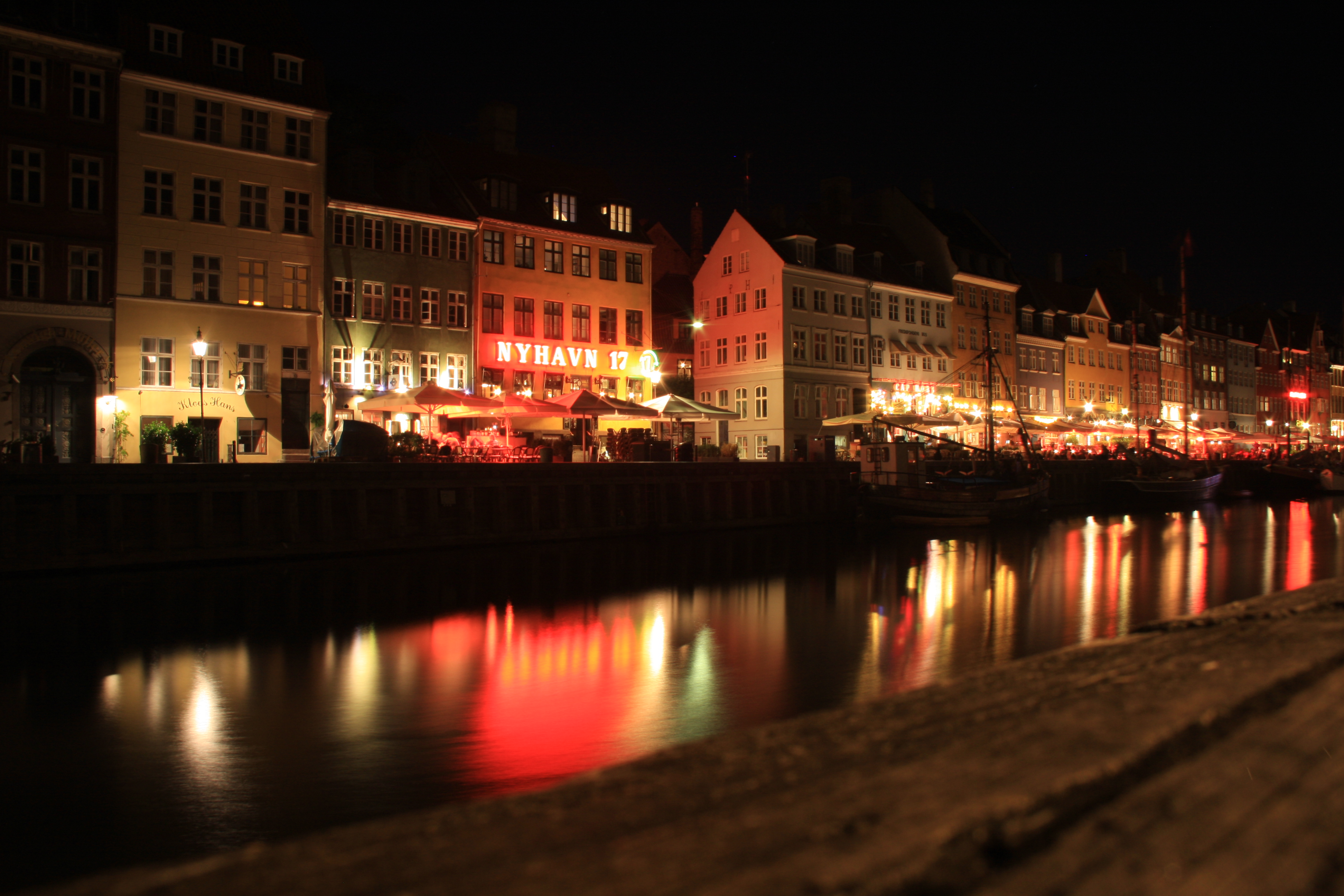
A Nyhavn éjjel

A Nyhavn (a „Nye Havn” dánul: „új kikötőt” jelent) egy csatorna és az azt körülvevő épületek együttese Koppenhágában. Az egykor kereskedőknek otthont adó régi házakat felújították, és ma számos étteremnek adnak otthont, így a turisták, üzletemberek és más vendégek forgataga jellemzi a környéket. A kikötőben régi hajók is láthatók.

## Történelem
Az új mesterséges csatorna kiásását V. Keresztély dán király rendelte el 1671-ben. A Nye Havn 1673-ban kereskedelmi kikötőként kezdte meg működését. Ebben az időben képét tengerészek, kocsmák, nyilvánosházak, prostituáltak határozták meg. Az évszázadok folyamán számos művésznek – a 67-es szám alatt lakó Hans Christian Andersen mellett költőknek, balettművészeknek – adtak otthont a kikötő házai. Az 55-ben lakott H.G.F. Holm  festő, aki koppenhágai utcaképeiről vált ismertté.